# Georgië op de Olympische Winterspelen 2018
Georgië was een van de deelnemende landen aan de Olympische Winterspelen 2018 in Pyeongchang, Zuid-Korea.
Bij de zevende deelname van het land aan de Winterspelen werd ook voor de zevende keer deelgenomen in het alpineskiën, voor de vijfde opeenvolgende keer in het kunstschaatsen en voor de derdemaal in het rodelen. Debutant Moris Kvitelasjvili was de vlaggendrager bij de openingsceremonie.

## Deelnemers en resultaten
(m) = mannen, (v) = vrouwen 

### Alpineskiën
| Olympiër (deelname)    | Onderdeel        | Resultaat | Prestatie                                                            |
| ---------------------- | ---------------- | --------- | -------------------------------------------------------------------- |
| Iason Abramasjvili (4) | reuzenslalom (m) | DNF       | 1e run: niet gefinisht                                               |
| Iason Abramasjvili (4) | slalom (m)       | 28e       | 1e run: 52,69 (35e) 2e run: 55,00 (29e) totaal: 1.47,69 (+8,70)      |
|                        |                  |           |                                                                      |
| Nino Tsiklaoeri (3)    | reuzenslalom (v) | 46e       | 1e run: 1.20,02 (51e) 2e run: 1.16,91 (46e) totaal: 2.36,93 (+16,91) |
| Nino Tsiklaoeri (3)    | slalom (v)       | 39e       | 1e run: 55,88 (43e) 2e run: 55,74 (40e) totaal: 1.51,67 (+12,99)     |

### Kunstrijden
| Olympiër            | Onderdeel | Resultaat | Prestatie                                    |
| ------------------- | --------- | --------- | -------------------------------------------- |
| Moris Kvitelasjvili | mannen    | 24e       | 204.57 (korte kür: 76.56, vrije kür: 128.01) |

### Rodelen
| Olympiër        | Onderdeel | Resultaat | Prestatie                                                                                               |
| --------------- | --------- | --------- | --- |
| Giorgi Sogoiani | mannen    | 32e       | Run 1: 49,300 (+1,648) (30e) Run 2: 49,151 (+1,526) (34e) Run 3: 49,008 (+1,474) (33e) totaal: 2.27,459 |